# 9Rush
9Rush é um canal de televisão digital gratuito australiano, lançado pela Nine Network em 5 de abril de 2020. O canal é uma joint venture com a Warner Bros. Discovery, que também fornece conteúdos da programação. Seu público-alvo são homens entre 25 e 54 anos.
Em março de 2022, a Discovery, Inc. lançou o canal Rush de nome semelhante na Nova Zelândia, que compartilha parte da programação e propriedade comum com o 9Rush.

## Programação
O 9Rush transmite principalmente programas de aventura e adrenalina. Os conteúdos da programação vêm da Warner Bros. Discovery, incluindo shows dos Estados Unidos, Reino Unido e Canadá.